# الكسندر رايلي
الكسندر رايلي (بالإنجليزية: Alexander Riley)‏ هو ضابط شرطة أسترالي، ولد في 26 مايو 1884 في Nymagee ‏ في أستراليا، وتوفي في 29 أكتوبر 1970 في دوبو في أستراليا.